# Lista de performances ao vivo de Camila Cabello

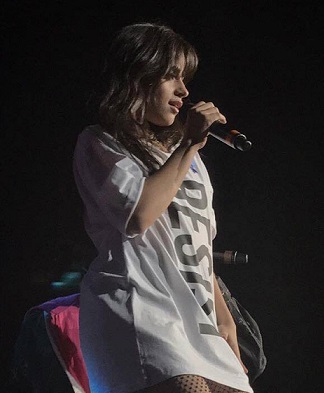
Cabello apresentando-se no ACLU Benefit Concert (abril de 2017)

A cantora cubano-mexicana-americana Camila Cabello lançou um álbum de estúdio e treze singles, incluindo cinco singles como artista de destaque. Isso resultou em sua primeira turnê como artista principal, Never Be the Same Tour, e várias performances em programas de TV e premiações. Cabello serviu como ato de abertura na turnê 24K Magic World Tour de Bruno Mars e na Reputation Stadium Tour de Taylor Swift.

## Turnês
| Ano     | Nome                   | Duração                                      | Shows |
| ------- | ---------------------- | -------------------------------------------- | ----- |
| 2018–19 | Never Be the Same Tour | 09 de abril de 2018 – 5 de Março de 2019     | 42    |
| 2025    | 'Yours, C' Tour        | 21 de junho de 2025 – 14 de Setembro de 2025 | 12    |

## Performances Televisionadas
Apenas performances em que as datas são conhecidas estão listadas abaixo. Performances como parte do grupo Fifth Harmony não são inclusas nessa lista.
As performances se encontram em ordem cronológica
| Álbum/Era | Ano  | Rede               | Evento                                 | País           | Canções Performadas                                        | Ref.   |
| --------- | ---- | ------------------ | -------------------------------------- | -------------- | ---------------------------------------------------------- | ------ |
| N/a       | 2015 | WABC-TV            | Live! with Kelly and Michael           | Estados Unidos | "I Know What You Did Last Summer" (com Shawn Mendes)       | [ 1 ]  |
| N/a       | 2015 | CBS                | The Late Late Show                     | Estados Unidos | "I Know What You Did Last Summer" (com Shawn Mendes)       | [ 2 ]  |
| N/a       | 2015 | FOX                | Pitbull New Yea'rs Eve Party           | Estados Unidos | "I Know What You Did Last Summer" (com Shawn Mendes)       | [ 3 ]  |
| N/a       | 2016 | NBC                | The Tonight Show Starring Jimmy Fallon | Estados Unidos | "I Know What You Did Last Summer" (com Shawn Mendes)       | [ 4 ]  |
| N/a       | 2016 | CBS                | People's Choice Awards                 | Estados Unidos | "I Know What You Did Last Summer" (com Shawn Mendes)       | [ 5 ]  |
| N/a       | 2016 | NBC                | The Ellen DeGeneres Show               | Estados Unidos | "I Know What You Did Last Summer" (com Shawn Mendes)       | [ 6 ]  |
| N/a       | 2016 | NBC                | The Tonight Show Starring Jimmy Fallon | Estados Unidos | "Bad Things" (com Machine Gun Kelly)                       | [ 7 ]  |
| N/a       | 2016 | CBS                | The Late Late Show                     | Estados Unidos | "Bad Things" (com Machine Gun Kelly)                       | [ 8 ]  |
| N/a       | 2017 | NBC                | The Ellen DeGeneres Show               | Estados Unidos | "Bad Things" (com Machine Gun Kelly)                       | [ 9 ]  |
| N/a       | 2017 | BBC Radio 1        | Live Lounge                            | Reino Unido    | "Bad Things", Say You Won't Let Go (com Machine Gun Kelly) | [ 10 ] |
| N/a       | 2017 | Nickelodeon        | Kids' Choice Award                     | Estados Unidos | "Bad Things" (com Machine Gun Kelly)                       | [ 11 ] |
| N/a       | 2017 | ABC                | Billboard Music Awards                 | Estados Unidos | "I Have Questions", "Crying in the Club"                   | [ 12 ] |
| N/a       | 2017 | ITV                | Britain's Got Talent                   | Reino Unido    | "I Have Questions", "Crying in the Club"                   | [ 13 ] |
| N/a       | 2017 | MTV                | MTV Movie & TV Awards                  | Estados Unidos | "Hey Ma" (com Pitbull & J Balvin)                          |        |
| N/a       | 2017 | Much               | MuchMusic Video Awards                 | Canadá         | "I Have Questions", "Crying in the Club"                   | [ 14 ] |
| N/a       | 2017 | NBC                | The Tonight Show Starring Jimmy Fallon | Estados Unidos | "Crying in the Club"                                       | [ 15 ] |
| "Camila"  | 2017 | NBC                | The Tonight Show Starring Jimmy Fallon | Estados Unidos | "Havana"                                                   | [ 16 ] |
| "Camila"  | 2017 | NBC                | Today Show                             | Estados Unidos | "Havana", "Crying in the Club", "Bad Things"               | [ 17 ] |
| "Camila"  | 2017 | BBC                | Radio 1 Teen Awards                    | Reino Unido    | "Havana", "Say You Won't Let Go" (com James Arthur)        | [ 18 ] |
| "Camila"  | 2017 | Telemundo          | Latin American Music Awards            | Estados Unidos | "Havana"                                                   | [ 19 ] |
| "Camila"  | 2017 | Los 40 Principales | LOS40 Music Awards                     | Espanha        | "Havana"                                                   | [ 20 ] |
| "Camila"  | 2017 | MTV                | MTV Europe Music Awards                | Reino Unido    | "Havana"                                                   | [ 21 ] |
| "Camila"  | 2017 | Billboard          | Billboard Women in Music               | Estados Unidos | "Havana"                                                   | [ 22 ] |
| "Camila"  | 2017 | ABC                | Dick Clark's Rockin' New Years Eve     | Estados Unidos | "Havana"                                                   | [ 23 ] |
| "Camila"  | 2018 | NBC                | The Ellen DeGeneres Show               | Estados Unidos | "Havana"                                                   | [ 24 ] |
| "Camila"  | 2018 | BBC                | The Graham Norton Show                 | Reino Unido    | "Havana"                                                   | [ 25 ] |
| "Camila"  | 2018 | FOX                | IHeartRadio Music Awards               | Estados Unidos | "Havana"                                                   | [ 26 ] |